# Handa Etsuko
Handa Etsuko (半田 悦子, sinh ngày 10 tháng 5 năm 1965) là một cựu cầu thủ bóng đá nữ người Nhật Bản.

## Đội tuyển bóng đá nữ quốc gia Nhật Bản
Handa Etsuko thi đấu cho đội tuyển bóng đá nữ quốc gia Nhật Bản từ năm 1981 đến 1996.

## Thống kê sự nghiệp
| Nhật Bản  | Nhật Bản | Nhật Bản |
| Năm       | Trận     | Bàn      |
| --------- | -------- | -------- |
| 1981      | 5        | 1        |
| 1982      | 0        | 0        |
| 1983      | 0        | 0        |
| 1984      | 3        | 0        |
| 1985      | 0        | 0        |
| 1986      | 13       | 2        |
| 1987      | 4        | 0        |
| 1988      | 3        | 1        |
| 1989      | 9        | 6        |
| 1990      | 6        | 4        |
| 1991      | 8        | 2        |
| 1992      | 0        | 0        |
| 1993      | 5        | 3        |
| 1994      | 5        | 0        |
| 1995      | 7        | 0        |
| 1996      | 7        | 0        |
| Tổng cộng | 75       | 19       |